# Вільгельм Кеплер
Вільгельм Карл Кеплер (нім. Wilhelm Karl Keppler; 1882—1960) — німецький промисловець. Надавав фінансову підтримку Гітлеру. Член НСДАП. Організував пронацистську фінансово-промислову групу (група Кеплера).
Призначений рейхскомісаром у економічних справах. У 1936 став радником Герінга з питань Чотирилітнього плану. Брав участь в підготовці і здійсненні аншлюсу Австрії. У 1938 був направлений до Відня рейхскомісаром.
В період Другої світової війни працював на дипломатичній посаді в міністерстві закордонних справ. Керував підприємствами і фондами в підпорядкуванні СС. Після поразки нацистської Німеччини був засуджений до 10 років ув'язнення. Звільнений в 1951.

## Звання
- Лейтенант резерву (1910)
- Штандартенфюрер СС (21 березня 1933)
- Оберфюрер СС (23 серпня 1933)
- Бригадефюрер СС (30 січня 1935)
- Группенфюрер СС (13 вересня 1936)
- Почесний обергруппенфюрер СС

## Нагороди
- Цивільний знак СС (№20 837)
- Почесний кут старих бійців
- Золотий партійний знак НСДАП (1934)
- Йольський свічник (16 грудня 1935)
- Почесний хрест ветерана війни з мечами
- Орден Блискучого Нефриту, великий хрест (Китайська Республіка; 30 січня 1936)
- Медаль «У пам'ять 13 березня 1938 року»
- Медаль «У пам'ять 1 жовтня 1938» із застібкою «Празький град»
- Кільце «Мертва голова»
- Почесна шпага рейхсфюрера СС
- Орден Заслуг (Угорщина), командорський хрест
- Орден Словацького хреста, великий хрест
- Хрест Воєнних заслуг 2-го і 1-го класу
- Медаль «За вислугу років у НСДАП» в бронзі та сріблі (15 років)